# ليغ أوف ليجيندز: وايلد ريفت
ليغ أوف ليجيندز: وايلد ريفت (بالإنجليزية: League of Legends: Wild Rift)‏ هي لعبة فيديو موبا لأجهزة الأندرويد وآي أو إس، اللعبة هي نسخة الهاتف للعبة ليغ أوف ليجيندز وهي من تطوير ونشر شركة ريوت غيمز.